# Schachbundesliga 2011/12 (Österreich, Frauen)
Die Saison 2011/12 war die erste Spielzeit der österreichischen Damenbundesliga im Schach. Neben reinen Vereinsmannschaften waren auch Spielgemeinschaften zugelassen, spielberechtigt waren aber nur österreichische Spielerinnen.
Der SV Wulkaprodersdorf konnte alle Wettkämpfe gewinnen und erreichte damit den Titel.
Zu den gemeldeten Mannschaftskadern der teilnehmenden Vereine siehe Mannschaftskader der österreichischen 1. Bundesliga im Schach 2011/12 (Frauen).

## Termine und Spielorte
Die Wettkämpfe fanden statt vom 1. bis 4. März 2012 in Sankt Veit an der Glan und vom 20. bis 22. April 2012 in Jenbach.

## Abschlusstabelle
| Pl. | Verein                 | Sp | G | U | V | MP    | Brett-P.  |
| --- | ---------------------- | -- | - | - | - | ----- | --------- |
| 1.  | SV Wulkaprodersdorf    | 7  | 7 | 0 | 0 | 14:0  | 12,5:01,5 |
| 2.  | Freundinnen Tirol      | 7  | 6 | 0 | 1 | 12:02 | 11,0:03,0 |
| 3.  | SV Pamhagen            | 7  | 4 | 1 | 2 | 09:05 | 09,0:05,0 |
| 4.  | Vorarlberg             | 7  | 3 | 2 | 2 | 08:06 | 07,5:06,5 |
| 5.  | SV Feldbach            | 7  | 2 | 1 | 4 | 05:09 | 05,5:08,5 |
| 6.  | Apoptosis Wien         | 7  | 2 | 0 | 5 | 04:10 | 04,0:10,0 |
| 7.  | SV Schachamazonen Graz | 7  | 1 | 1 | 5 | 03:11 | 04,0:10,0 |
| 8.  | SV Tschaturanga        | 7  | 0 | 1 | 6 | 01:13 | 02,5:11,5 |

Anmerkung:
|  | Österreichischer Frauen-Meister: SV Wulkaprodersdorf |

## Kreuztabelle
| Ergebnisse | Ergebnisse             | 01. | 02. | 03. | 04. | 05. | 06. | 07. | 08. |
| ---------- | ---------------------- | --- | --- | --- | --- | --- | --- | --- | --- |
| 1.         | SV Wulkaprodersdorf    |     | 2   | 1½  | 2   | 1½  | 2   | 1½  | 2   |
| 2.         | Freundinnen Tirol      | 0   |     | 1½  | 2   | 2   | 2   | 1½  | 2   |
| 3.         | SV Pamhagen            | ½   | ½   |     | 1   | 1½  | 2   | 2   | 1½  |
| 4.         | Vorarlberg             | 0   | 0   | 1   |     | 2   | 1½  | 1   | 2   |
| 5.         | SV Feldbach            | ½   | 0   | ½   | 0   |     | 2   | 1½  | 1   |
| 6.         | Apoptosis Wien         | 0   | 0   | 0   | ½   | 0   |     | 2   | 1½  |
| 7.         | SV Schachamazonen Graz | ½   | ½   | 0   | 1   | ½   | 0   |     | 1½  |
| 8.         | SV Tschaturanga        | 0   | 0   | ½   | 0   | 1   | ½   | ½   |     |

## Die Meistermannschaft
| 1.            | ASVÖ Wulkaprodersdorf                                                                                           |
| Schachfiguren | WIM Anna-Christina Kopinits (5 Spiele / 5,0 Punkte), WFM Katharina Newrkla (4/3,0), WFM Veronika Exler (5/4,5). |